# Negatives Üben
Als negatives Üben (englisch negative practice) bezeichnet man in der Verhaltenstherapie bestimmte Methoden, die darauf zielen, einer Person gewohnheitsmäßiges problematisches Verhalten abzugewöhnen bzw. diese Verhaltensgewohnheit zu mildern. Negatives Üben besteht darin, dass der Person das unerwünschte Verhalten nicht etwa verboten, sondern vom Therapeuten bzw. Erzieher im Gegenteil so massiv auferlegt wird, dass die Person das Verhalten schließlich aufgibt, weil sie davon ermüdet ist.

## Anwendungsbereiche
Erfolgreich angewandt wird die Technik u. a. beim Umgang mit kleinen motorischen Gewohnheiten wie z. B. Tics oder nächtlichem Zähneknirschen. Das vom Therapeuten erzwungene anstrengende Üben führt dazu, dass die Bewegung als so unangenehm empfunden wird, dass sie auch außerhalb der Therapiesitzungen seltener wird. Nachgewiesenermaßen ist die Technik auch bei der Behandlung des Pica-Syndroms nützlich und mit Einschränkungen auch bei der des Tourette-Syndroms. Weitere Erfolge hat sie auf Anwendungsgebieten wie dem Klavier- und Orgelunterricht gezeigt, wo sie eingesetzt werden kann, um feinmotorische Routinen zu verbessern. Weniger effektiv ist sie dagegen bei der Behandlung von Problemen, denen eine Inhibition zugrunde liegt wie etwa dem Stottern.
Gelegentlich ist negatives Üben auch als Erziehungsmethode vorgeschlagen worden, etwa als Möglichkeit, um gewohnheitsmäßigen kindlichen Wutanfällen zu begegnen.

## Abgrenzung des Begriffs
Negatives Üben wird gelegentlich mit Überkorrektur (englisch overcorrection, positive practice overcorrection, restitutional overcorrection) verwechselt, einer Methode, bei der erwünschtes Verhalten in unverhältnismäßig großem Umfang auferlegt wird (z. B. durch Reinigen sämtlicher Tische, nachdem ein Schüler einen Tisch beschmiert hat).